# Wojciech Antoni Sokołowski
Wojciech Antoni Sokołowski herbu Ogończyk – chorąży kruszwicki w latach 1735-1757, podczaszy bydgoski w latach 1731-1736, sędzia grodzki przedecki.
Jako poseł na sejm konwokacyjny 1733 roku z województwa brzeskokujawskiego był członkiem konfederacji generalnej zawiązanej 27 kwietnia 1733 roku na tym sejmie.